# Карумидзе, Шалва Александрович
Шалва Александрович Карумидзе (груз. შალვა ალექსანდრეს ძე ქარუმიძე, 1887, Тортиза — 1 марта 1952) — грузинский политик, член Учредительного собрания Грузии.

## Биография
Родился в дворянской семье.
Учился в Тифлисской гимназии, а затем на историко-филологическом факультете Императорского Московского университета. Там он познакомился со своей будущей женой — Анной Васильевной Золотарской (Тиной), на которой женился в 1909 году. Вернувшись в Тифлис, начал работать учителем истории во 2-й женской гимназии. В этот же период вступил в Национально-демократическую партию и стал участвовать в борьбе за независимость Грузии.
В 1917 году отправился из Грузии в Стокгольм, чтобы установить контакты с немецкими политическими кругами, там он встретился с Георгием Мачабели и Михаилом Церетели, членами Комитета освобождения Грузии в Берлине. Они совместно разработали план по доставке оружия в Грузию немецкими подводными лодками и осуществили его в октябре того же года.
С 1918 по 1921 год активно участвовал в развитии Демократической Республики Грузии. Подписал 26 мая Акт о независимости Грузии и Декларацию независимости Грузии, был избран членом Учредительного собрания.
В 1921 году, после советизации, не эмигрировал, оставаясь в Грузии, продолжил свою работу на шерстяном производстве. В 1924 году, незадолго до антисоветского восстания, отправился за границу, чтобы закупить новое текстильное оборудование. Находясь в Стамбуле, узнал о восстании и расстреле своего брата Александра. Корабль, загруженный оборудованием, приобретенным для тифлисского завода Мод-Камволи, был отправлен в Батуми, сам Карумидзе переехал из Стамбула в Германию и стал активно участвовать в антисоветской деятельности.
Предложил печатать и распространять в СССР фальшивые советские деньги для ослабления советской экономики, что было одобрено, и вскоре Шалва Карумидзе вместе с Василом Садатирашвили и группой немцев начал печатать поддельные советские «червонцы» в Германии. Однако ограничить их обращение только территорией СССР не удалось, пострадали вкладчики и банки Германии.
Летом 1930 года Карумидзе был осуждён вместе с сообщниками, однако все они попали под амнистию. Из-за опасности ухудшения германо-советским отношений Карумидзе был снова судим и приговорён к двум годам и десяти месяцам (в это время он жил в Швейцарии). Это решение было отменено 28 июня 1934 года, после того как к власти в Германии пришла национал-социалистическая партия. Карумидзе была предоставлена возможность приехать в Третий Рейх.
Был редактором грузинского националистического органа «Рок». Газета выходила в Берлине в 1934—1936 гг.
Перед началом Второй мировой войны переехал в Швейцарию. Умер 1 марта 1952 года в психиатрической больнице Берна.
Похоронен в Берне.